# Thalassenchelys foliaceus
Thalassenchelys foliaceus is een  straalvinnige vissensoort uit de familie van valse murenen (Chlopsidae). De wetenschappelijke naam van de soort is voor het eerst geldig gepubliceerd in 1975 door Castle & Raju.
De soort staat op de Rode Lijst van de IUCN als Onzeker, beoordelingsjaar 2009.